# Tiro ai Giochi della XXXI Olimpiade - Carabina 50 metri 3 posizioni femminile
La gara di carabina 50 metri 3 posizioni femminile dei Giochi della XXXI Olimpiade si è svolto l'11 agosto 2016, con la partecipazione di 37 atlete.

## Formato
L'evento si articola in due fasi: un turno di qualificazione e la finale.
Nella qualificazione, ogni atleta spara 60 colpi, 20 in ognuna delle tre posizioni (sdraiato, in piedi, in ginocchio); in ognuno di essi, il punteggio varia da 0 da 10 (con incrementi di 1) a seconda della distanza dal centro del bersaglio. I primi 8 tiratori accedono alla finale.
Nella finale, ogni atleta spara 10 colpi addizionali, tutti dalla posizione in piedi, il cui punteggio ha un incremento di 0,1 (con un massimo di 10,9); il punteggio finale considera tutti i 70 colpi sparati.

## Record
Prima della competizione, i record olimpici e mondiali erano i seguenti:
| Qualificazione  | Qualificazione                                                       | Qualificazione | Qualificazione          | Qualificazione |
| --------------- | -------------------------------------------------------------------- | -------------- | ----------------------- | -------------- |
| Record mondiale | Snježana Pejčić (Croazia)                                            | 594            | Rio de Janeiro, Brasile | 22 aprile 2016 |
| Record olimpico | Essendo state cambiate le regole il 1 gennaio 2013 non esiste Record | -              | -                       | -              |
| Intera gara     |                                                                      |                |                         |                |
| Record mondiale | Petra Zublasing (Italia)                                             | 464.7          | Baku, Azerbaigian       | 19 giugno 2015 |
| Record olimpico | Essendo state cambiate le regole il 1 gennaio 2013 non esiste Record | -              | -                       | -              |

## Programma
| Data           | Ora di Rio de Janeiro (UTC-3) | Turno          |
| -------------- | ----------------------------- | -------------- |
| 11 agosto 2016 |                               | Qualificazioni |
| 11 agosto 2016 | Finale                        |                |

## Turno di qualificazione
| Pos. | Atleta                   | Nazione       | 1 | 2 | PR | 3 | 4 | ST | 5 | 6 | KN | Total | Inner 10s | Shoot Off | Notes |
| ---- | ------------------------ | ------------- | - | - | -- | - | - | -- | - | - | -- | ----- | --------- | --------- | ----- |
| 1    | Rosane Ewald             | Brasile       |   |   |    |   |   |    |   |   |    |       |           |           |       |
| 2    | Petra Zublasing          | Italia        |   |   |    |   |   |    |   |   |    |       |           |           |       |
| 3    | Zhang Binbin             | Cina          |   |   |    |   |   |    |   |   |    |       |           |           |       |
| 4    | Du Li                    | Cina          |   |   |    |   |   |    |   |   |    |       |           |           |       |
| 5    | Andrea Arsović           | Serbia        |   |   |    |   |   |    |   |   |    |       |           |           |       |
| 6    | Stine Nielsen            | Danimarca     |   |   |    |   |   |    |   |   |    |       |           |           |       |
| 7    | Eglis Yaima Cruz         | Cuba          |   |   |    |   |   |    |   |   |    |       |           |           |       |
| 8    | Ivana Maksimović         | Serbia        |   |   |    |   |   |    |   |   |    |       |           |           |       |
| 9    | Gankhuyagiin Nandinzayaa | Mongolia      |   |   |    |   |   |    |   |   |    |       |           |           |       |
| 10   | Sarah Scherer            | Stati Uniti   |   |   |    |   |   |    |   |   |    |       |           |           |       |
| 11   | Tanja Perec              | Croazia       |   |   |    |   |   |    |   |   |    |       |           |           |       |
| 12   | Olivia Hofmann           | Austria       |   |   |    |   |   |    |   |   |    |       |           |           |       |
| 13   | Eva Rösken               | Germania      |   |   |    |   |   |    |   |   |    |       |           |           |       |
| 14   | Mahlagha Jambozorg       | Iran          |   |   |    |   |   |    |   |   |    |       |           |           |       |
| 15   | Najmeh Khedmati          | Iran          |   |   |    |   |   |    |   |   |    |       |           |           |       |
| 16   | Daria Vdovina            | Russia        |   |   |    |   |   |    |   |   |    |       |           |           |       |
| 17   | Jang Geum-young          | Corea del Sud |   |   |    |   |   |    |   |   |    |       |           |           |       |
| 18   | Snježana Pejčić          | Croazia       |   |   |    |   |   |    |   |   |    |       |           |           |       |
| 19   | Julianna Miskolczi       | Ungheria      |   |   |    |   |   |    |   |   |    |       |           |           |       |
| 20   | Živa Dvoršak             | Slovenia      |   |   |    |   |   |    |   |   |    |       |           |           |       |
| 21   | Lee Kye-rim              | Corea del Sud |   |   |    |   |   |    |   |   |    |       |           |           |       |
| 22   | Amelia Fournel           | Argentina     |   |   |    |   |   |    |   |   |    |       |           |           |       |
| 23   | Dianelys Pérez           | Cuba          |   |   |    |   |   |    |   |   |    |       |           |           |       |
| 24   | Nikola Mazurová          | Rep. Ceca     |   |   |    |   |   |    |   |   |    |       |           |           |       |
| 25   | Adéla Bruns              | Rep. Ceca     |   |   |    |   |   |    |   |   |    |       |           |           |       |
| 26   | Barbara Engleder         | Germania      |   |   |    |   |   |    |   |   |    |       |           |           |       |
| 27   | Jennifer McIntosh        | Regno Unito   |   |   |    |   |   |    |   |   |    |       |           |           |       |
| 28   | Yelizaveta Korol         | Kazakistan    |   |   |    |   |   |    |   |   |    |       |           |           |       |
| 29   | Malin Westerheim         | Norvegia      |   |   |    |   |   |    |   |   |    |       |           |           |       |
| 30   | Sylwia Bogacka           | Polonia       |   |   |    |   |   |    |   |   |    |       |           |           |       |
| 31   | Agnieszka Nagay          | Polonia       |   |   |    |   |   |    |   |   |    |       |           |           |       |
| 32   | Yarimar Mercado          | Porto Rico    |   |   |    |   |   |    |   |   |    |       |           |           |       |
| 33   | Jasmine Ser              | Singapore     |   |   |    |   |   |    |   |   |    |       |           |           |       |
| 34   | Nina Christen            | Svizzera      |   |   |    |   |   |    |   |   |    |       |           |           |       |
| 35   | Natallia Kalnysh         | Ucraina       |   |   |    |   |   |    |   |   |    |       |           |           |       |
| 36   | Virginia Thrasher        | Stati Uniti   |   |   |    |   |   |    |   |   |    |       |           |           |       |
| 37   | Laurence Brize           | Francia       |   |   |    |   |   |    |   |   |    |       |           |           |       |

## Finale
| Pos. | Atleta           | 1    | 2    | 3    | 4    | 5    | 6    | 7    | 8    | 9    | 10   | 11   | 12   | 13   | 14   | Finale | Note |
| ---- | ---------------- | ---- | ---- | ---- | ---- | ---- | ---- | ---- | ---- | ---- | ---- | ---- | ---- | ---- | ---- | ------ | ---- |
|      | Barbara Engleder | 52.0 | 50.5 | 50.7 | 52.6 | 52.2 | 52.2 | 47.3 | 51.3 | 10.5 | 10.2 | 10.2 | 9.9  | 9.0  |      | 458.6  |      |
|      | Zhang Binbin     | 51.1 | 51.5 | 49.6 | 52.3 | 51.0 | 51.1 | 50.5 | 50.2 | 10.2 | 10.3 | 10.6 | 9.6  | 10.4 |      | 458.4  |      |
|      | Du Li            | 49.9 | 50.4 | 52.2 | 53.0 | 52.1 | 50.3 | 50.3 | 50.9 | 9.8  | 9.4  | 10.5 | 8.6  | N.D. | N.D. | 447.4  |      |
| 4    | Petra Zublasing  | 48.7 | 51.5 | 50.5 | 52.7 | 51.8 | 51.8 | 51.3 | 50.7 | 8.7  | 10.8 | 9.2  | N.D. | N.D. | N.D. | 437.7  |      |
| 5    | Olivia Hofmann   | 52.5 | 51.6 | 49.7 | 51.3 | 52.3 | 52.0 | 48.6 | 47.5 | 9.5  | 9.5  | N.D. | N.D. | N.D. | N.D. | 424.5  |      |
| 6    | Nina Christen    | 50.6 | 52.1 | 51.2 | 50.8 | 51.1 | 51.9 | 48.9 | 49.0 | 9.2  | N.D. | N.D. | N.D. | N.D. | N.D. | 414.8  |      |
| 7    | Adéla Bruns      | 45.6 | 49.8 | 50.8 | 52.8 | 51.8 | 52.7 | 50.3 | 50.5 | N.D. | N.D. | N.D. | N.D. | N.D. | N.D. | 404.3  |      |
| 8    | Najmeh Khedmati  | 48.9 | 50.5 | 50.9 | 50.5 | 51.1 | 51.7 | 48.8 | 49.9 | N.D. | N.D. | N.D. | N.D. | N.D. | N.D. | 402.3  |      |